# 郸县 (西汉)
郸县，中国古县名。
西汉置郸县，治所在今安徽省涡阳县东北。属沛郡。是沛郡三十七县之一，在建成县之南，城父县之东北，铚县之西北。郸县，王莽时改为单城县。东汉复旧名。三国曹魏时废。